# Jeumont
Jeumont – miejscowość i gmina we Francji, w regionie Hauts-de-France, w departamencie Nord.
Według danych na rok 1990 gminę zamieszkiwało 11 048 osób, a gęstość zaludnienia wynosiła 1082 osób/km² (wśród 1549 gmin regionu Nord-Pas-de-Calais Jeumont plasuje się na 72. miejscu pod względem liczby ludności, natomiast pod względem powierzchni na miejscu 313.).

## Współpraca
Miejscowość partnerska:
- Erquelinnes, Belgia